# Estilo Luís XVI

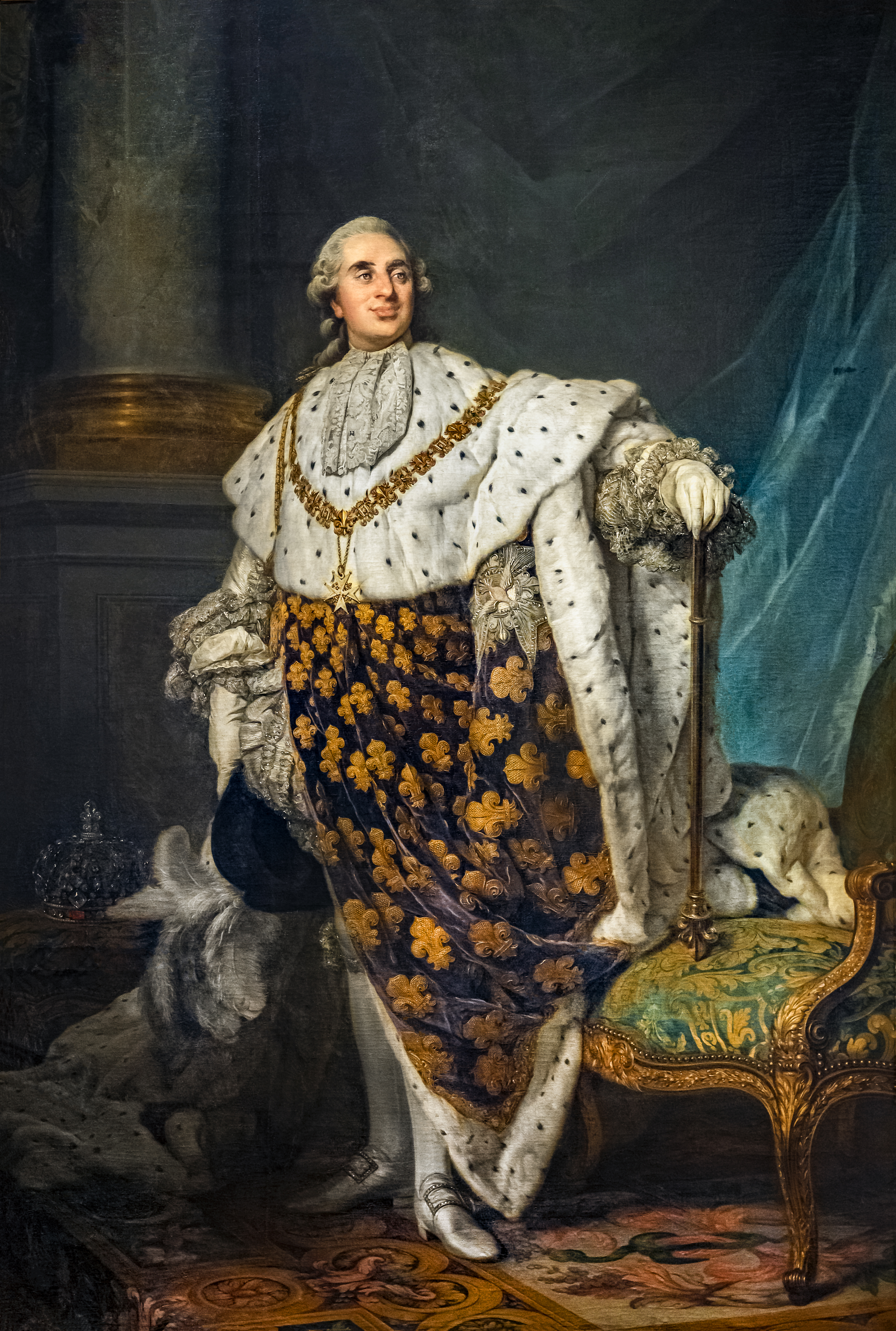
Luís XVI, por Jean Duplessis, o pintor da corte, 1780.

O estilo Luís XVI é um estilo de decoração de interiores e mobiliário que se desenvolve a partir de França durante o reinado de Luís XVI e que se estende além deste, entre aproximadamente 1774 e 1792. Este estilo segue as linhas do anterior, o estilo Luís XV, sendo que, entre o final deste e até 1774, existe um período de transição que se traduz em alterações superficiais do foro decorativo e não estruturais. A transição culmina na afirmação total do novo estilo com a inauguração do Castelo de Louveciennes, decorado por Ledoux para Madame du Barry.
O estilo assimila simultaneamente duas características distintas, a do estilo anterior, dentro do espírito do rococó, e a do momento que dá agora os primeiros passos, o neoclassicismo, que só assumirá toda a sua força após a Revolução Francesa. O estilo Luís XVI é, deste modo, um estilo híbrido, que conjuga nas suas peças vários elementos opostos, criando assim uma estética muito própria.
A corte vai ser mais uma vez o modelo da nova estética, onde a própria rainha Maria Antonieta, com as suas múltiplas encomendas para o Petit Trianon, se vai tornar numa das peças chave no desenvolvimento do estilo. Também a Madame de Pompadour, que se tinha rendido ao gosto do estilo Luís XV, se começa a interessar pelas novas formas revolucionárias.

## Influências
Na década de 1750 iniciam-se as escavações de Herculano e Pompeia, as cidades da Roma Antiga destruídas pela erupção do Vesúvio. O livro do Conde de Caylus "Recueil des antiquités égyptiennes, étrusques, grécques et gauloises" sobre as novidades descobertas em diversas áreas, incluindo a do mobiliário, vai dar o impulso ao novo gosto pela Antiguidade Clássica em França. Este estilo, então chamado de "Style à la greque", desenvolve-se para o estilo directório, atingindo o seu expoente máximo no estilo império.
Paralelamente às descobertas formais da arte greco-romana, mais depuradas que as do rococó, está outro factor decisivo na transformação do gosto da sociedade da época, as teorias iluministas que apoiam o regresso à natureza, à moral e à virtude, apresentadas por Jean-Jacques Rousseau. A natureza e o campo tornam-se moda, assim como a actividade da jardinagem, transpondo para a nova estética uma série de novos motivos decorativos associados.
Como resultado da crescente austeridade, aumenta a reacção contra os excessos do rococó e o seu turbilhão de curvas assimétricas, preferindo-se a linha recta e a sobriedade na decoração. No entanto permanecem ainda algumas linhas curvas que suavisam a rigidez das novas estruturas, e as dotam de alguma leveza.

## Os interiores
Os interiores mantêm-se confortáveis, com as cores suaves a harmonizar com o mobiliário, e onde os tecidos assumem extrema importância.

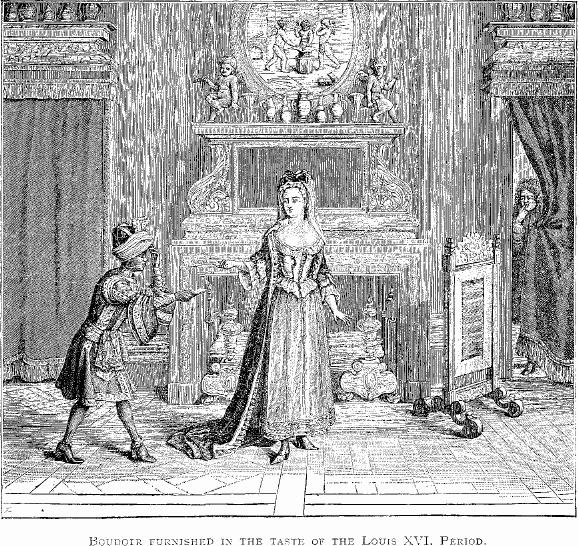
Um boudoir
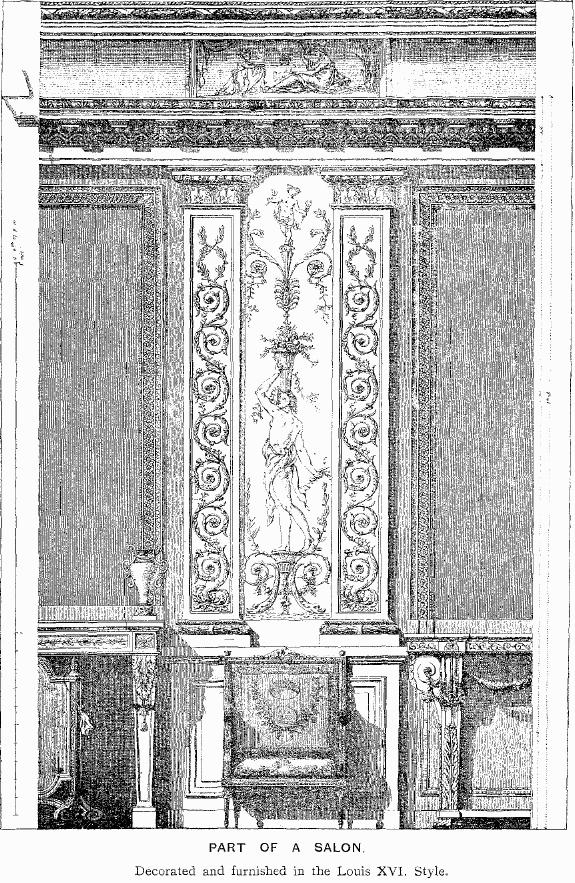
Pormenor de um salão
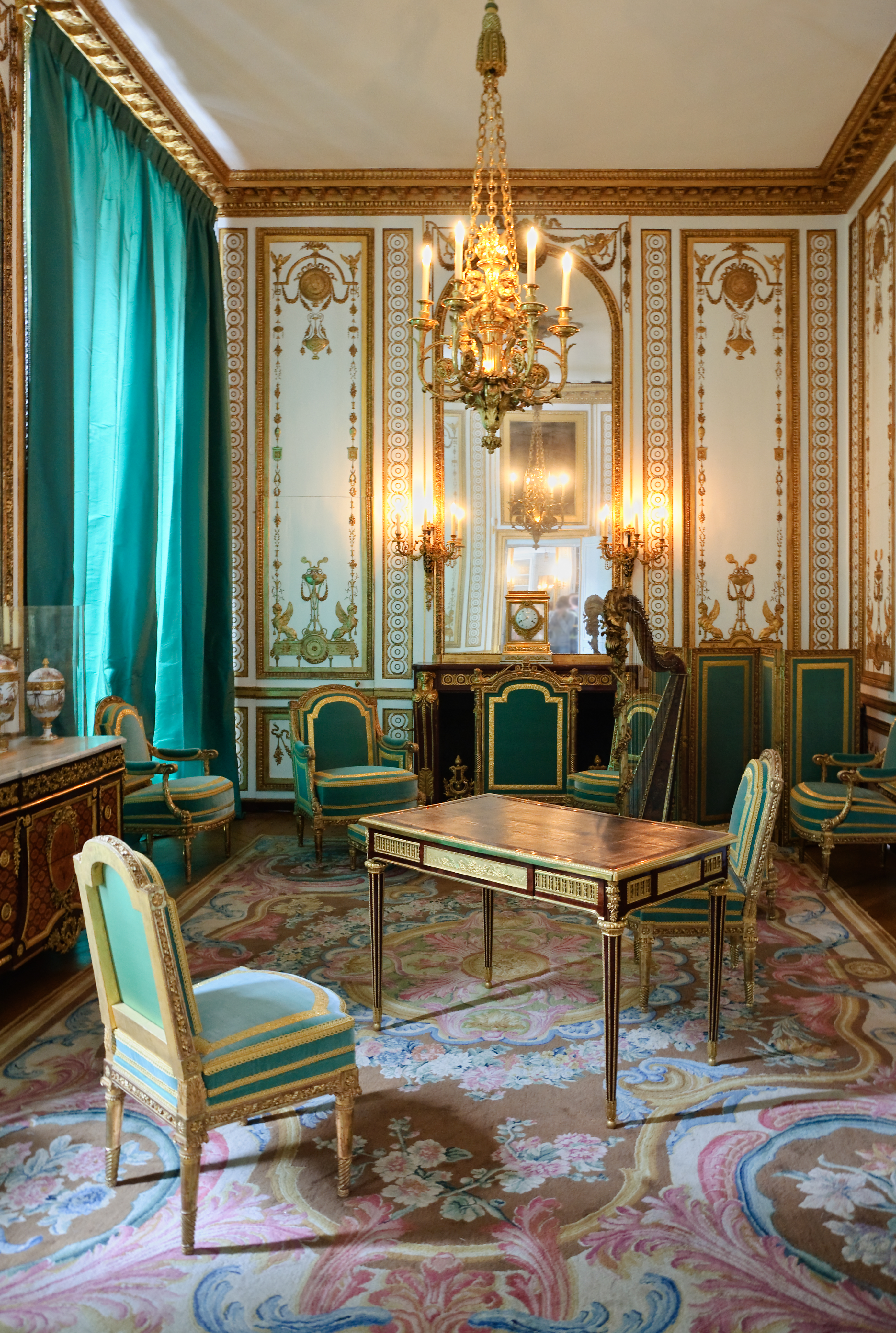
Um salão do estilo Luís XVI: o Cabinet doré de la Reine, Palácio de Versalhes

## Caracterização formal do mobiliário
- Maior simplicidade, sobriedade e rigidez. Dominam as linhas perpendiculares, ângulos rectos e superfícies planas;
- Materiais: continuam-se a utilizar os mesmos materiais que no período anterior. No final do período surge o mogno, introduzido por Georges Jacob pelo seu aproveitamento de elementos do estilo Chippendale em Inglaterra. Continuam-se a aplicar ao móvel os bronzes (dourados) finamente cinzelados.
- Elementos decorativos: terrinas, medalhões, ovais, instrumentos musicais; de inspiração na Antiguidade Clássica: frisos, colunas, folhas de laurácea, setas; de períodos anteriores (Barroco e Rococó): grinaldas, drapeados, entrelaçados; inspiração na natureza: troféus com instrumentos de jardinagem, rosas, pérolas;
- Tipologias: mantém-se a mesma variedade de peças de mobiliário que no período anterior. Introduzem-se também no mobiliário sistemas mecânicos para as mais diversas funções.
  - Cadeiras: A principal característica reside no facto das pernas perderem as suas curvas e passarem a se assemelhar mais a verdadeiros elementos visíveis de suporte. As pernas direitas podem ser de secção quadrangular ou circular, estreitando em direcção ao chão e apresentanto caneluras a direito ou em espiral. As pernas são ligadas à cintura (parte inferior do plano horizontal de assento) através de um cubo decorado. O espaldar (apoio para as costas) apresenta uma moldura e pode ser rectangular (carré à la Reine), oval (na vertical, dossier à medaillon) ou ainda vasado (com aberturas). Podem ser mantidas com a cor natural da madeira, pintadas ou douradas. Um das novas tipologias é a Bergère en confessional, uma espécie de sofá com apoio laterais para apoiar a cabeça.
- Nomes de destaque:
  - Menuisiers (trabalho em madeira maciça): Louis Delanois, Jean-Claude Sené, Georges Jacob (que introduz alguns dos elementos que caracterizarão o estilo, como as molduras rectangulares e ovais das cadeiras).
  - Ébenister (folheados e marqueteria): Riesener (discípulo de Oeben), Weisweiler, Roentgon, Beneman, Saunier, Leleu e Canabas.

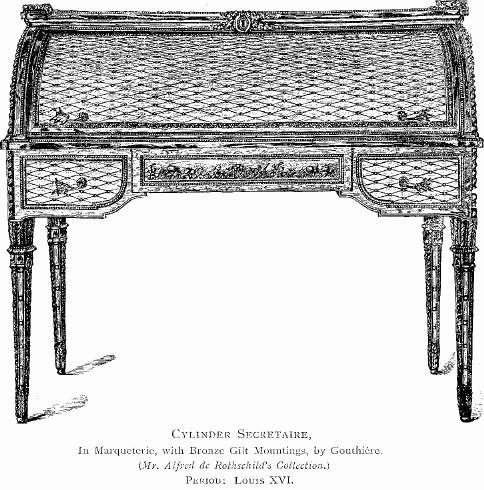
Bureau à cilindre.
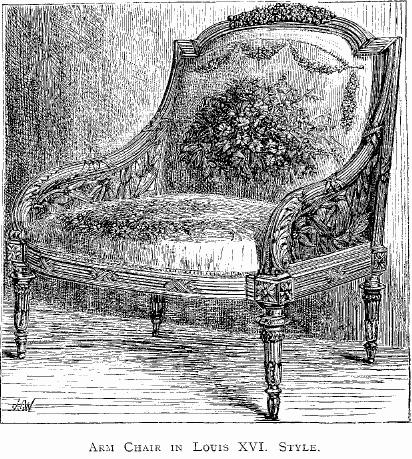
Bergère com espaldar a terminar à chapeau.
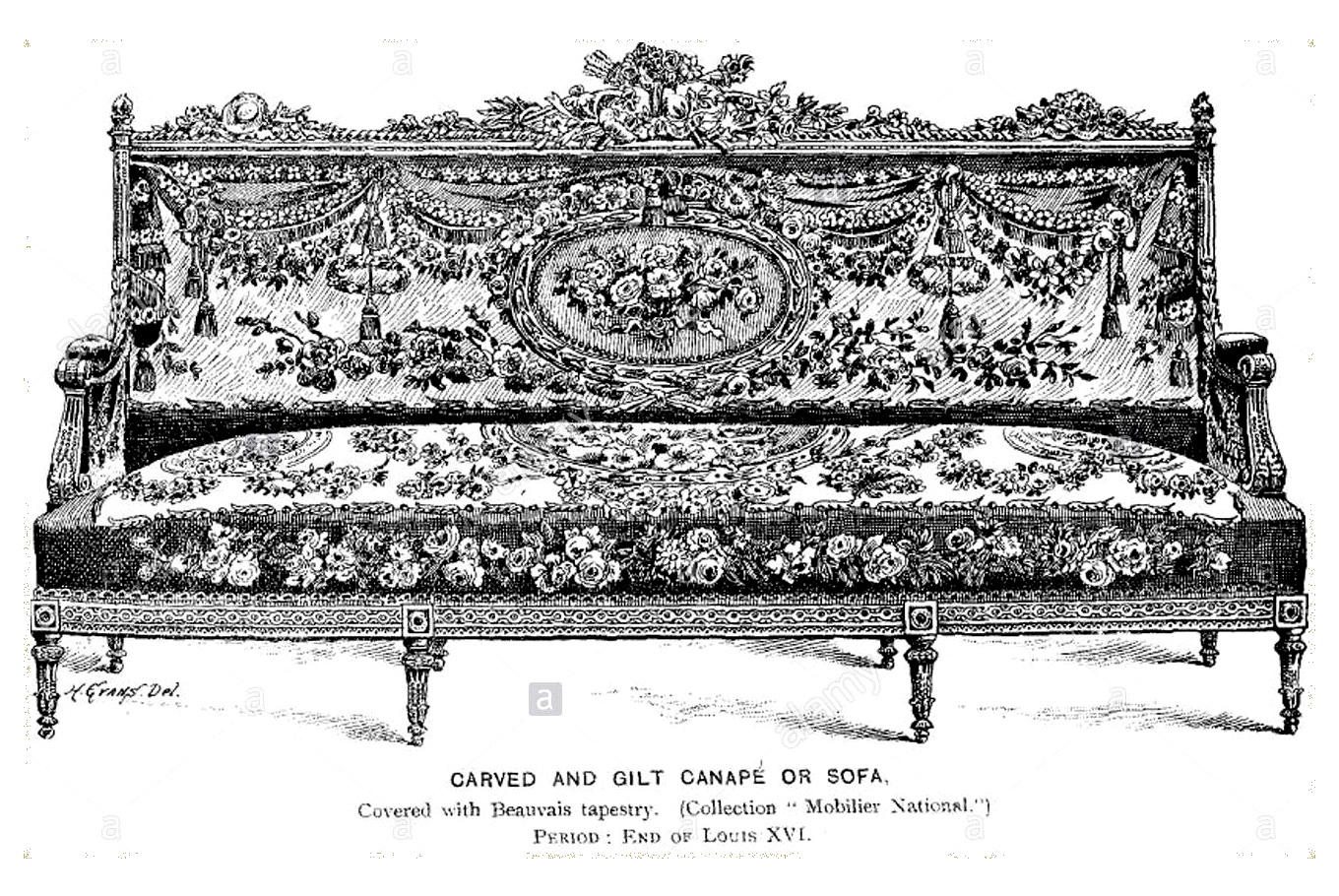
Sofá en suite de final do período. Estofos em tapeçaria de Beauvais.
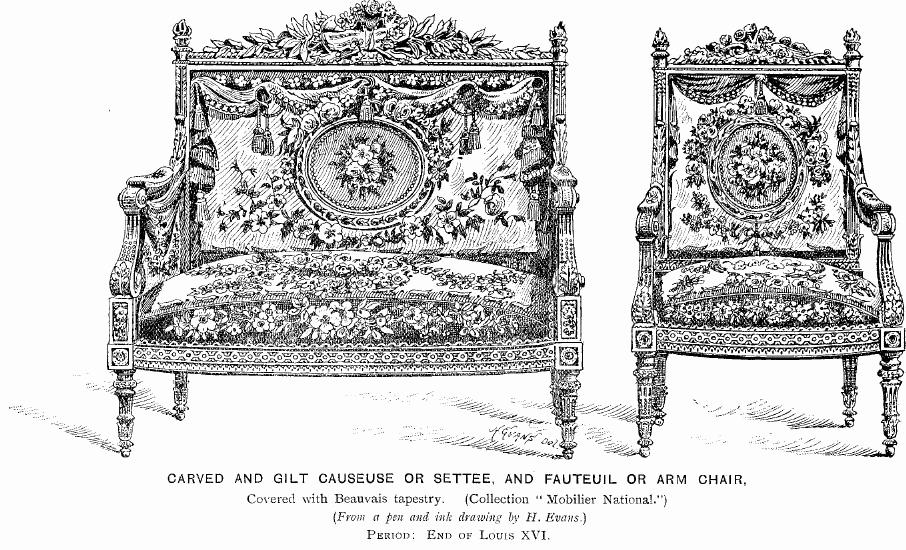
Causeuse e fauteuil de final do período. Estofos em tapeçaria de Beauvais.